# Michał Sopoćko

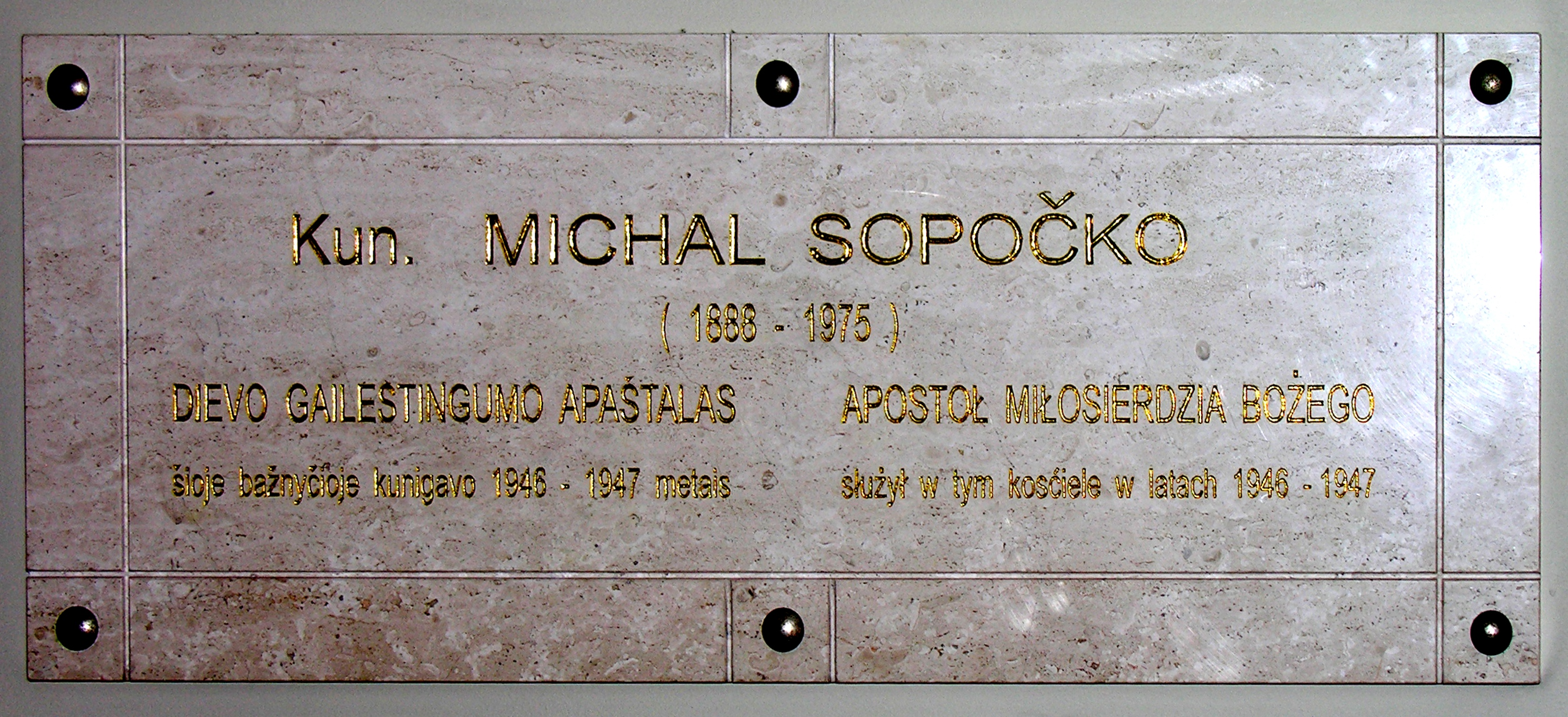
Tablica pamiątkowa ku czci ks. Michała Sopoćki w sanktuarium Miłosierdzia Bożego w Wilnie

Michał Sopoćko (ur. 1 listopada 1888 w Juszewszczyźnie, zm. 15 lutego 1975 w Białymstoku) – polski duchowny katolicki, doktor habilitowany teologii, spowiednik świętej Faustyny Kowalskiej, apostoł Miłosierdzia Bożego, założyciel Zgromadzenia Sióstr Jezusa Miłosiernego, błogosławiony Kościoła katolickiego.

## Życiorys
Urodził się w Juszewszczyźnie, leżącej w połowie drogi między Wilnem a Mińskiem. Po ukończeniu szkoły miejskiej w Oszmianie wstąpił w 1910 do Seminarium Duchownego w Wilnie. Święcenia kapłańskie otrzymał w roku 1914.

### Działalność duszpasterska
Pracował kolejno jako wikariusz w Taboryszkach (1914–1918), następnie jako kapelan Wojska Polskiego w Warszawie i Wilnie (1918–1932). Przez pięć lat pełnił obowiązki ojca duchownego w Seminarium Duchownym w Wilnie (1927–1932). 1 marca 1926 na podstawie rozprawy doktorskiej pt. „Etyka rodziny w prawodawstwie polskim” napisanej pod kierunkiem ks. prof. Franciszka Jehliczki uzyskał na Wydziale Teologii Katolickiej Uniwersytetu Warszawskiego stopień naukowy doktora teologii. W 1926 został ojcem duchownym w seminarium wileńskim. Habilitował się w 1934 na Wydziale Teologii Katolickiej UW. Najdłużej pracował jako profesor teologii pastoralnej na Wydziale Teologicznym Uniwersytetu Stefana Batorego w Wilnie i w Wyższym Seminarium Duchownym w Białymstoku (1928–1962). Jako spowiednik św. Faustyny Kowalskiej zainteresował się kultem Miłosierdzia Bożego i stał się nie tylko jego głosicielem, ale również dał podstawy teologiczne tego kultu.
W czasie wojny ksiądz Michał Sopoćko pomagał w ratowaniu około stu Żydów, czym naraził się Niemcom. W 1942 musiał opuścić Wilno. Jeszcze przed wojną utrzymywał kontakty z Urszulą Ledóchowską, która była przełożoną zakonu urszulanek, teraz siostry pomogły mu znaleźć schronienie. Do roku 1944 przebywał w Czarnym Borze (teraz małe miasteczko w pobliżu Wilna) w istniejącym do czasów współczesnych domu (nazywanym "Opatrzność) u Felicji Węsławowicz.
Sopoćko doprowadził do namalowania obrazu Jezusa Miłosiernego „Jezu ufam Tobie” według wskazówek siostry Faustyny oraz do jego publicznego wystawienia w Ostrej Bramie. Pomagał również w rozpowszechnieniu broszur z reprodukcją obrazu. Autor wielu publikacji poświęconych dobroci Jezusa, w tym trzytomowej – Miłosierdzie Boga w dziełach Jego. 
Był założycielem zgromadzenia zakonnego Sióstr Jezusa Miłosiernego (1941).

### Ostatnie chwile
Zmarł 15 lutego 1975 w Białymstoku i pogrzebany został na cmentarzu parafii Wniebowzięcia NMP w Białymstoku. 
30 listopada 1988 dokonano ekshumacji zwłok ks. Michała Sopoćki. Jego szczątki spoczywają obecnie w kościele pod wezwaniem Miłosierdzia Bożego w Białymstoku (dzielnica Białostoczek).

## Kult

### Beatyfikacja
Proces beatyfikacyjny na szczeblu diecezjalnym zakończył się w dniu 29 września 1993 i akta procesu zostały przekazane do Kongregacji ds. Beatyfikacji i Kanonizacji w Watykanie. Postulatorem procesu był ks. prałat Krzysztof Nitkiewicz.
W 2004 papież Jan Paweł II ogłosił dekret o heroiczności cnót ks. Michała Sopoćki. 17 grudnia 2007 papież Benedykt XVI uznał cud za wstawiennictwem księdza Michała Sopoćki. Uroczysta beatyfikacja miała miejsce 28 września 2008 w Sanktuarium Miłosierdzia Bożego w Białymstoku. Przewodniczył jej abp Angelo Amato. Homilię wygłosił kard. Stanisław Dziwisz.
Władze kościelne reprezentowali: prymas Polski kardynał Józef Glemp, metropolita wileński kardynał Audrys Bačkis, metropolita mińsko-mohylewski arcybiskup Tadeusz Kondrusiewicz. Ze strony władz świeckich w uroczystości wzięli udział: Prezydent RP – Lech Kaczyński, ostatni Prezydent RP na Uchodźstwie – Ryszard Kaczorowski, Marszałek Sejmu – Bronisław Komorowski, prezydent Białegostoku Tadeusz Truskolaski.

### Dzień obchodów
Wspomnienie liturgiczne w Kościele katolickim przypada w dniu jego śmierci – 15 lutego. W 2018 decyzją Kongregacji ds. Kultu Bożego i Dyscypliny Sakramentów dzień obchodów w archidiecezji białostockiej został przeniesiony na 28 września.

### Patron
7 stycznia 2016 watykańska Kongregacja ds. Kultu Bożego i Dyscypliny Sakramentów wydała dekret, którym ustanowiła bł. Michała Sopoćkę Patronem Białegostoku. 
15 lutego 2016 Rada Miasta Białegostoku przyjęła uchwałę ustanawiającą bł. ks. Michała Sopoćkę patronem Białegostoku.
15 lutego 2024 bł. ks. Michał Sopoćko został ogłoszony patronem Myśliborza.